# カラクサケマン

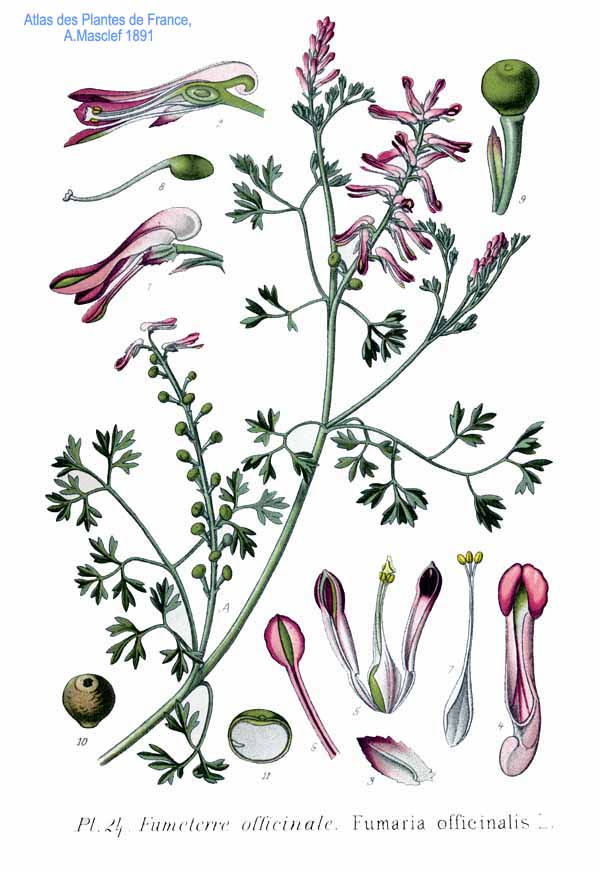
図版

カラクサケマン Fumaria officinalis は、ケシ科の植物の1種で日本では帰化植物である。ムラサキケマンに似た花を付けるがずっと小型で、よく枝分かれして広がる。薬草としても知られている。

## 特徴
1年生、あるいは2年生の草本で、全体に柔らかい。茎や葉は全体に白みがかった緑色をしている。草丈は20-35 cmほどになり、また全体に毛がない。ただし茎はよく伸びると20-90 cmになり、その繊細で柔らかい茎は他の草と絡まり合って生長する。茎は太くて稜があり、基部から先端まであちこちで盛んに枝を出す。葉は3回羽状複葉で、裂片は狭披針形から線形で、さらに浅く、あるいは深く裂ける。最終裂片の幅は1-2 mmほど。
花期は春から夏にかけてで、分枝した枝先に多数の花を付ける総状花序を作る。1つの花序で花数は10-30個ほど。個々の花は小さな蕾の時期には上を向いているが、開花の頃には花柄が曲がって横向きになる。萼片は2枚で楕円形。長さは1.5-2 mmで少数の深い歯があり、下から花弁を支えるようについている。花弁は4枚、部分的に互いに合着して筒状になり、先端部がわずかに開く。上側の花弁の基部は膨らんで袋状の距を作っている。他の花弁もこの弁とほぼ同じ長さを持ち、全体で左右相称な形となる。花の長さは距を含めて8 mmほど。花弁は淡紅色から紅紫色で、先端部がやや色濃くなる。おしべは6本あるが、それぞれ3本ずつ花糸の部分が合着しているために、見た目では雄しべは2本で、それぞれの先端に葯が3つある。めしべは1個で、子房は楕円形をしており、その先端から細い花柱が出て、先端はＴ字型の柱頭となっている。柱頭は紫紅色、小さな花弁のように見える。子房と花柱は花糸に、柱頭は葯に挟まれた形になっている。花柱は受粉の後に脱落する。果実は堅果で、やや扁平な球形で、緑色から藁色をしており、果皮は固くてその表面はざらついている。果実の大きさは径25 mm。種子は1個、茶色だが、散布の際は果実ごと落ちる。
学名の種小名はラテン語で「薬用の」を意味し、後述のように古くからヨーロッパで薬用とされたことによる。英名は Common fumitory あるいは単に fumitoryである。和名は唐草毛鬘で、毛鬘は仏殿の装飾のことである。

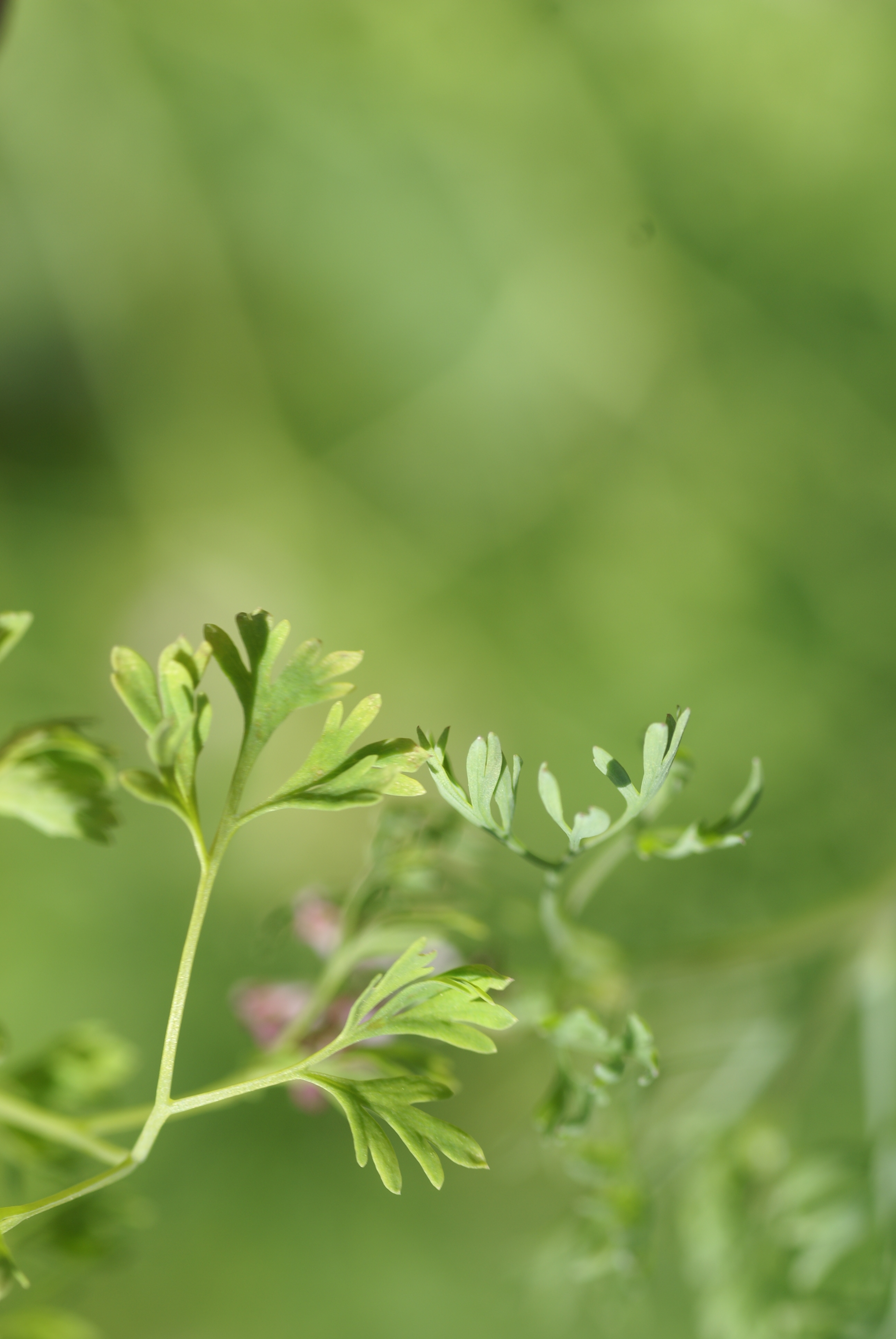
小葉
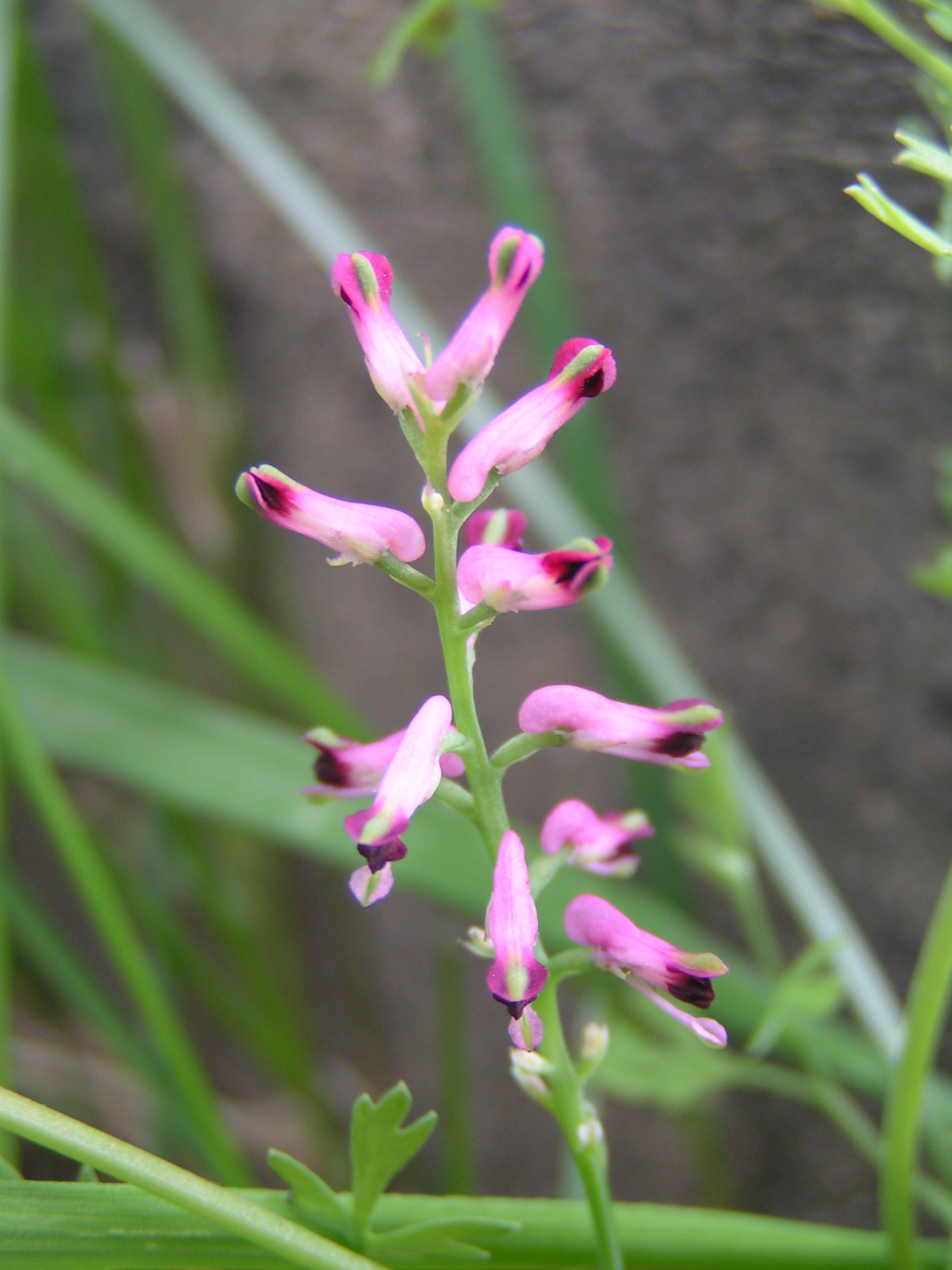
花序
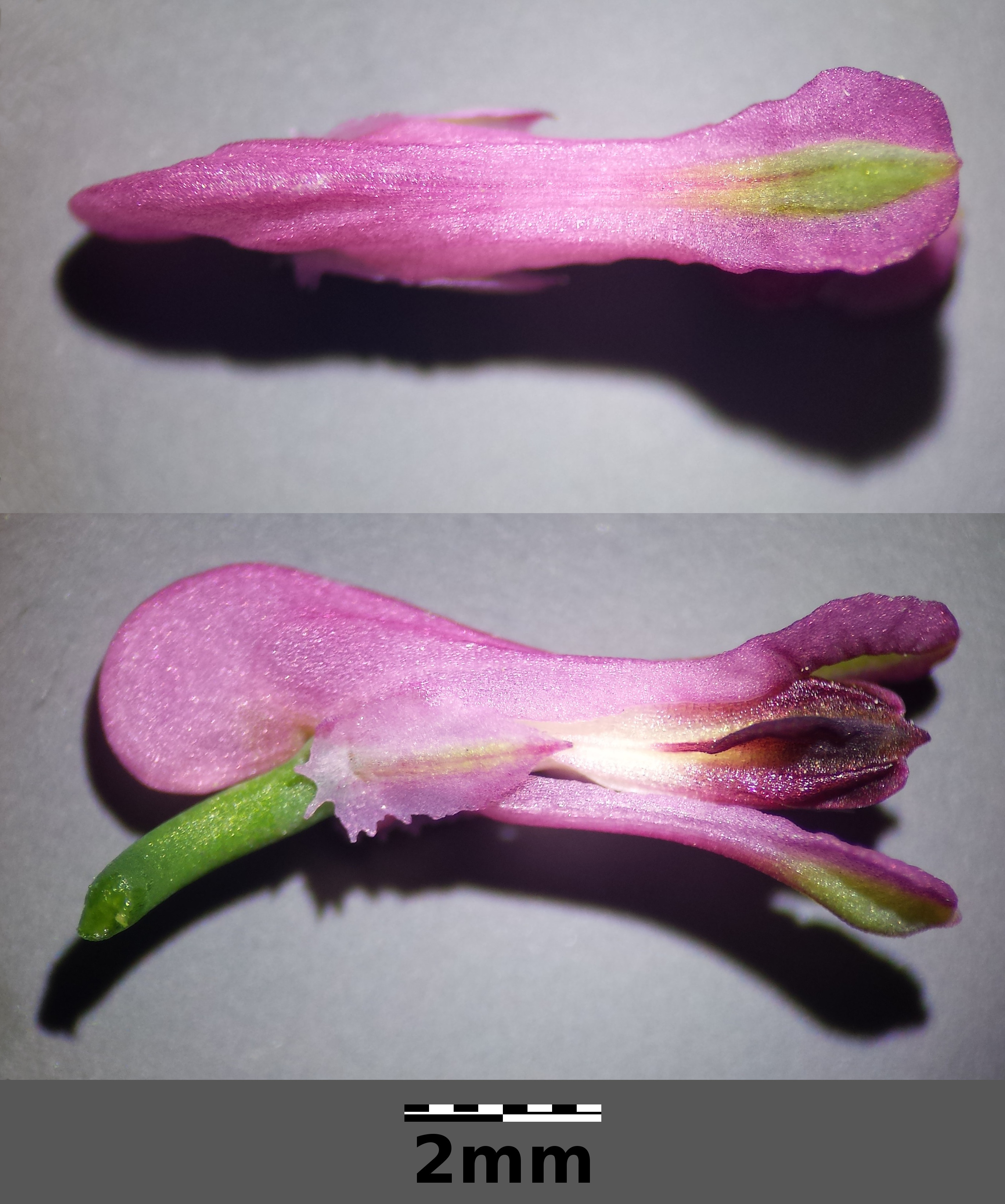
花
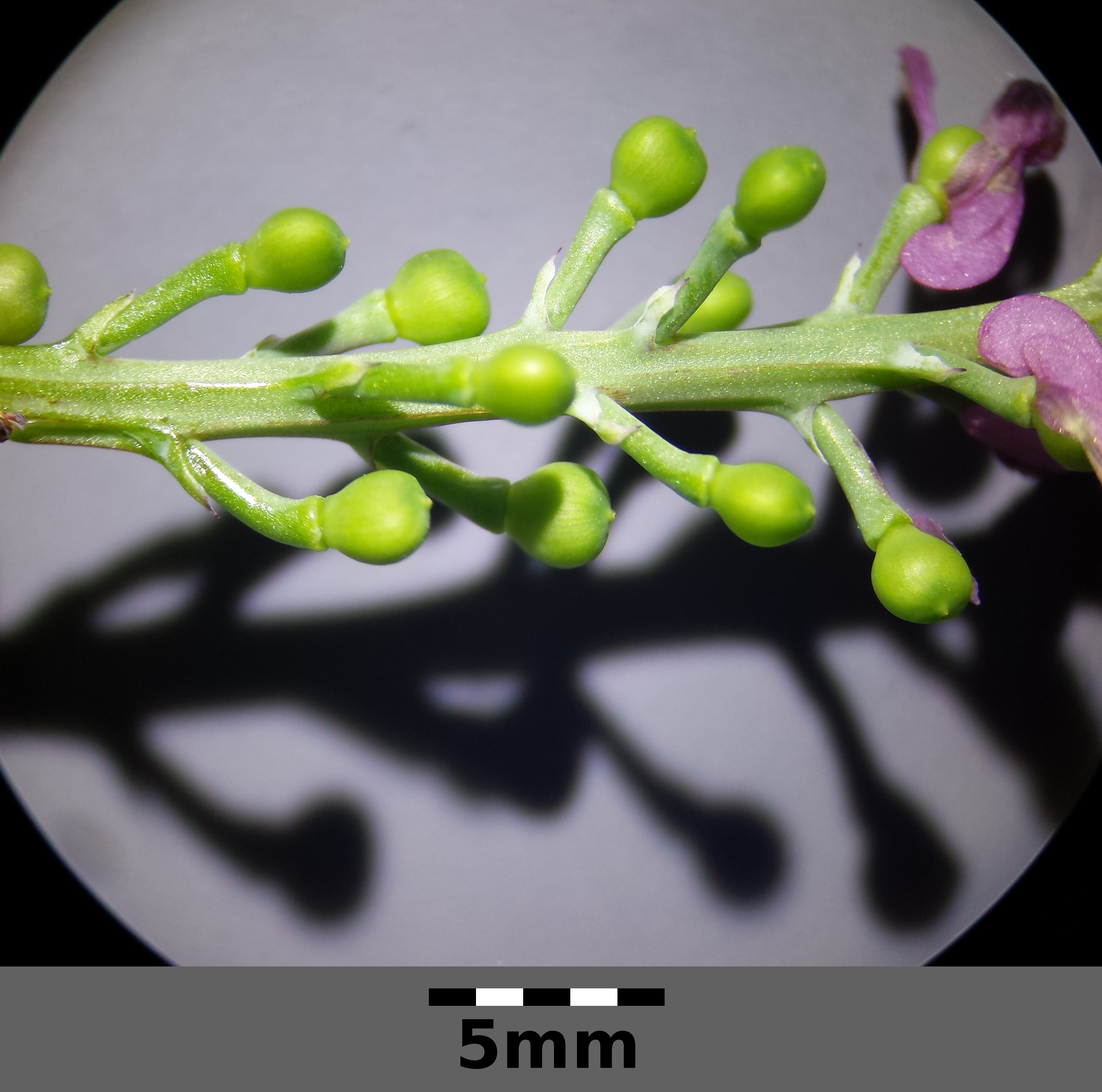
若い果実

## 分布
原産地はヨーロッパの中南部である。しかし現在では南北半球の温帯域に広く帰化している。
薬用に栽培されることから日本では明治末期に持ち込まれ、帰化植物として発見されたのは1969年に北海道札幌市での例がもっとも古い。2015年時点では北海道から四国まで拡がっている。

## 生育環境
ヨーロッパでは荒れ地や耕作地によく繁茂する。畑地の主要な雑草の一つである。
日本では都市部や農耕地の空き地で見られる。

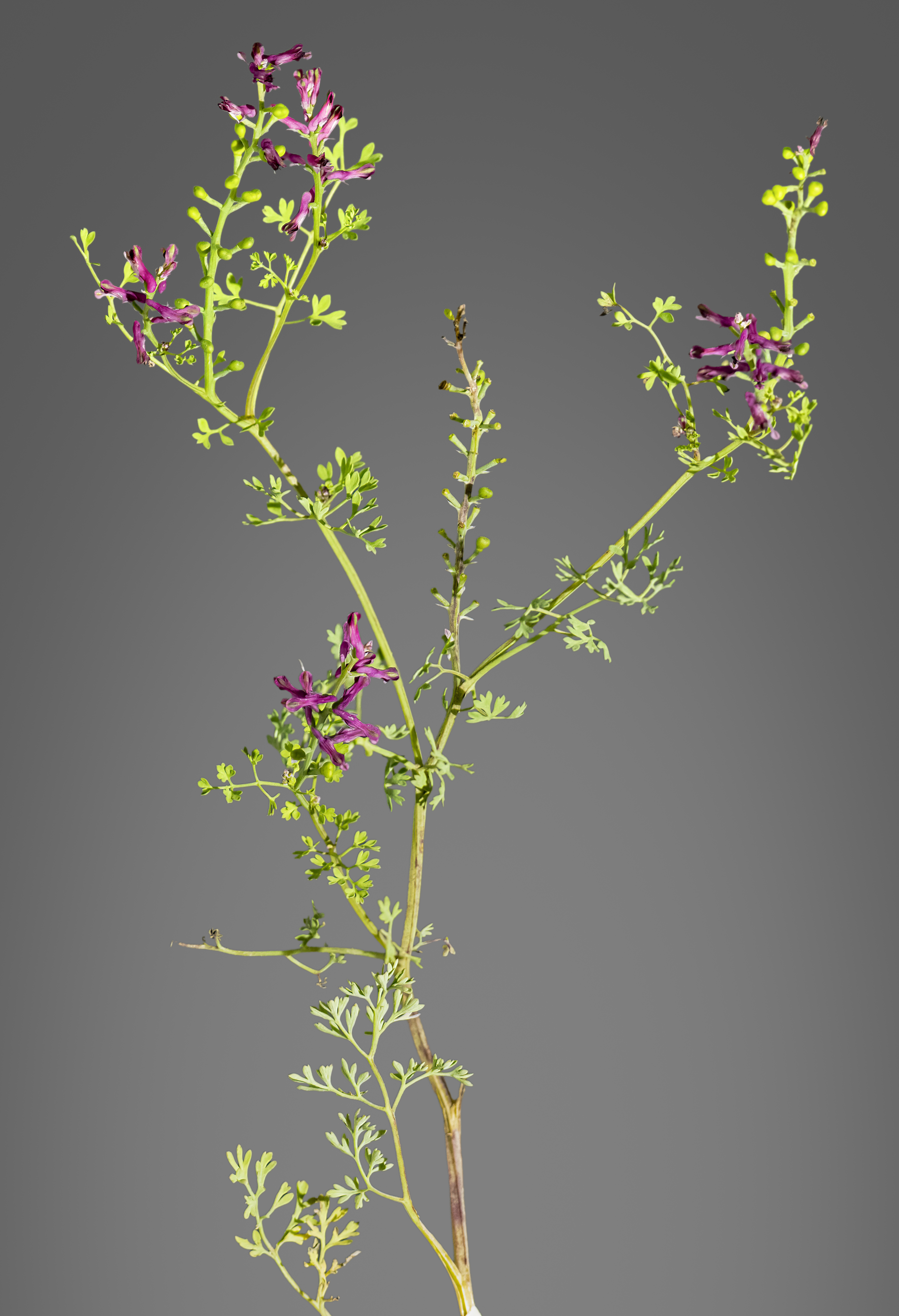
枝を伸ばして広がる様子
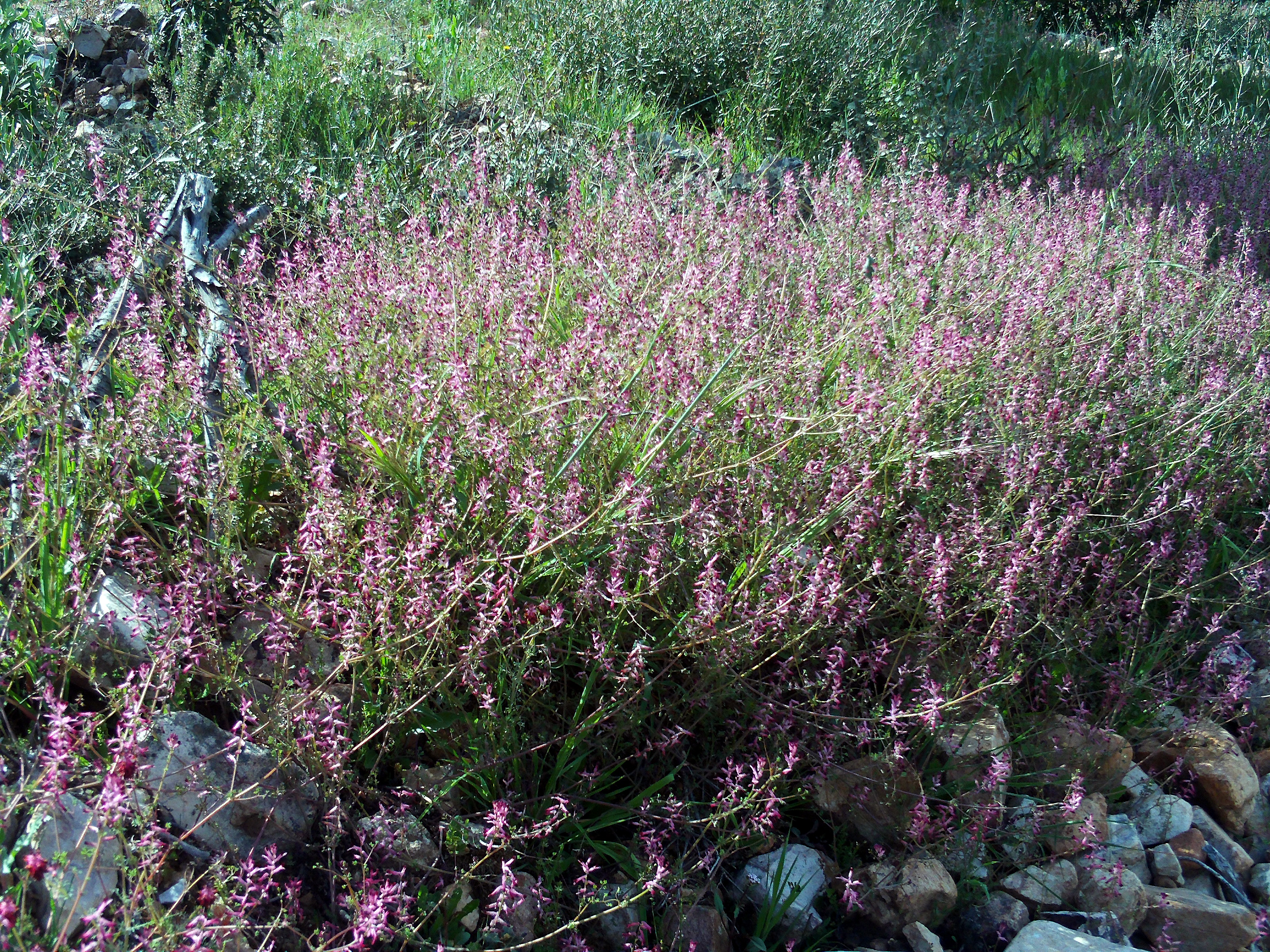
一面に広がった様子
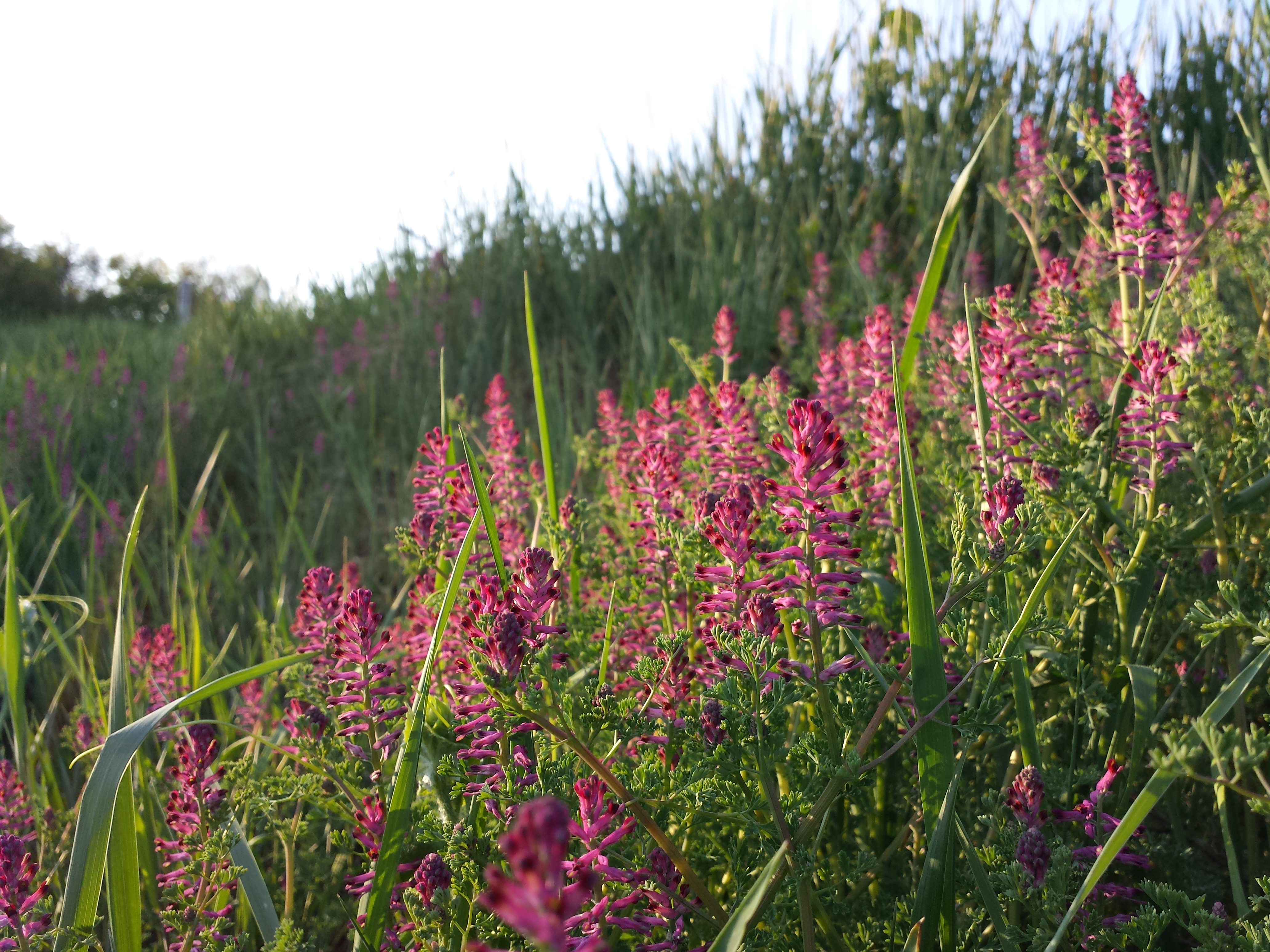
他の草に入り交じって生えている

## 類似種など
カラクサケマン属は地中海沿岸から北アフリカ、中央アフリカ、ヒマラヤにかけて、また東アフリカの高地に分布し、約50種ほどが知られる。
日本に在来種はないが、帰化種は本種によく似た次の2種がある。

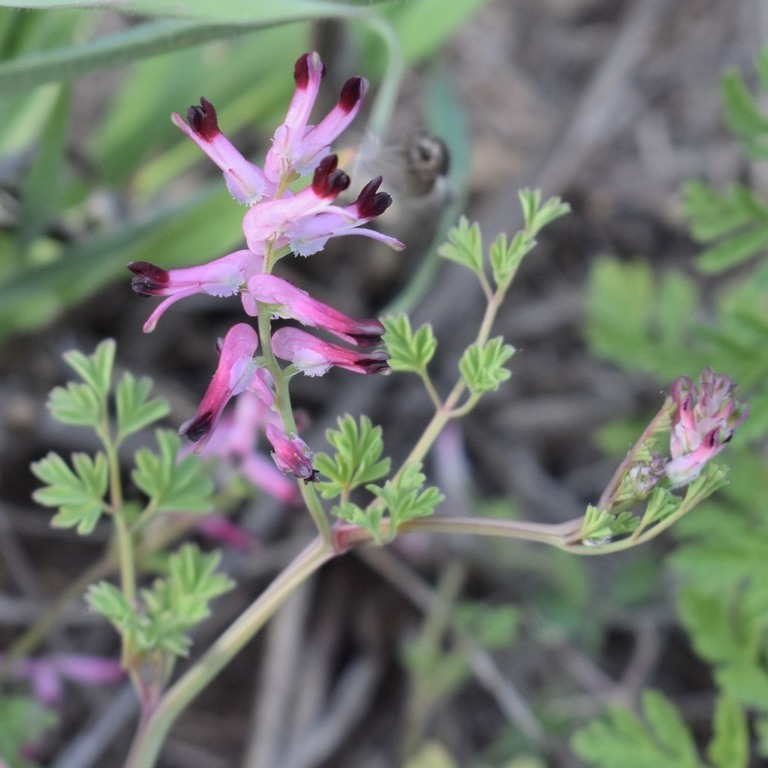
セイヨウエンゴサク F. muralis
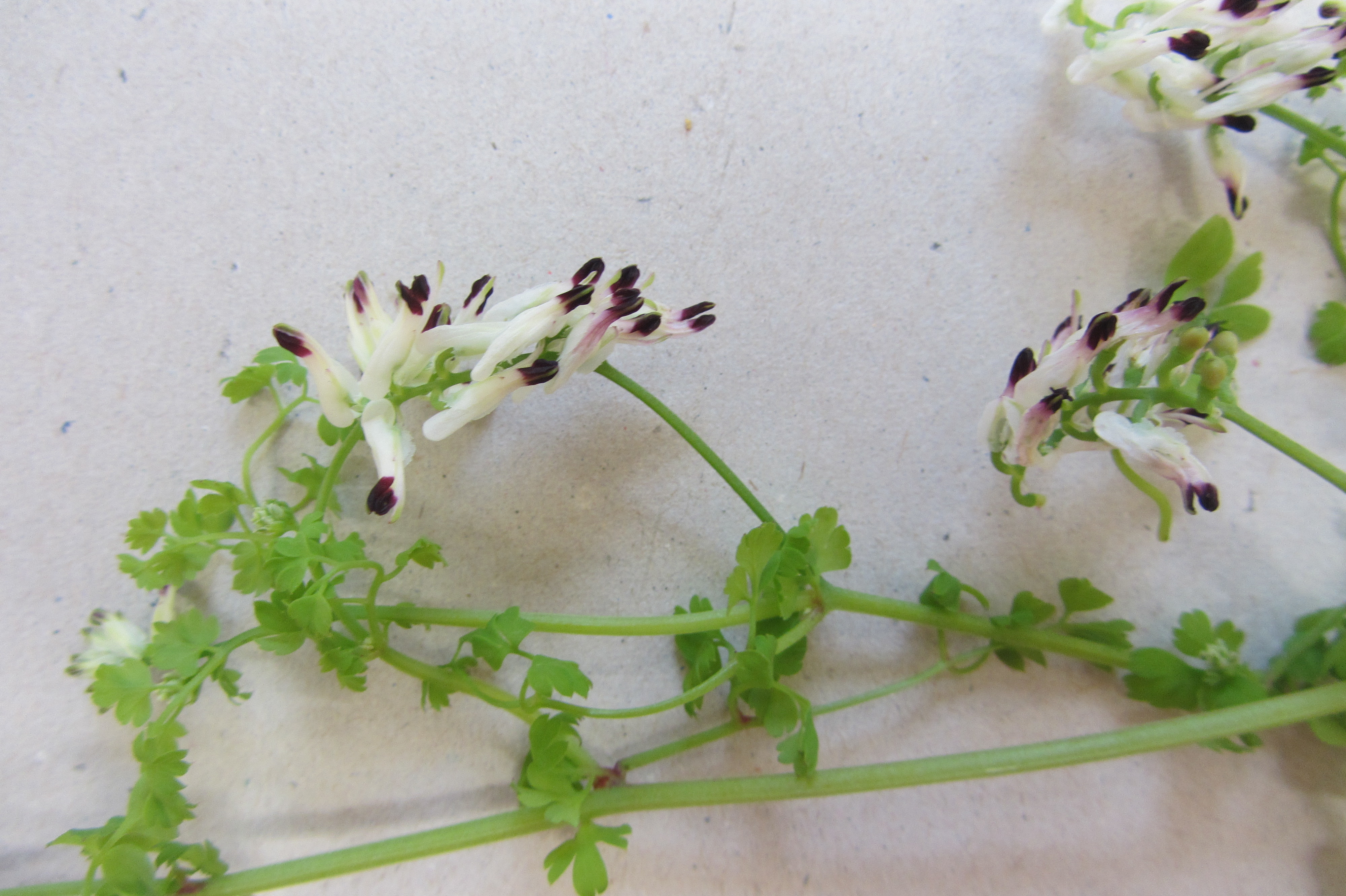
ニセカラクサケマン F. capreolata
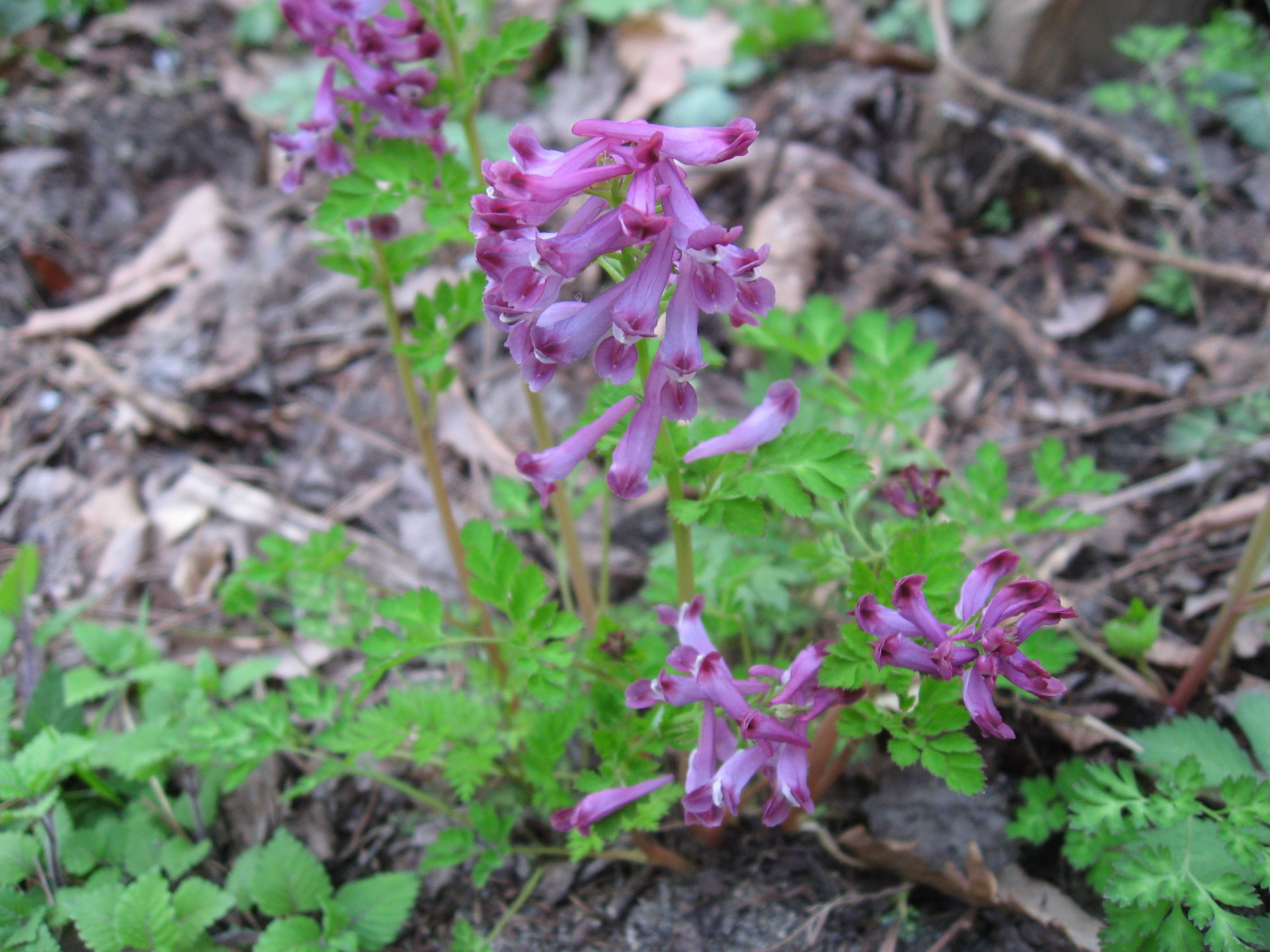
ムラサキケマン C. incisa

本種に似ているが、花序あたりの花数が少ない。また本種の下唇という下向きの花弁に対して、この種では下を向かない。近畿地方で見られる。
- ニセカラクサケマン F. capreolata

本種に似るが小葉の裂け方がより深い。
これらは判別が難しく往々にして混同され、図鑑でも間違えた掲載例があるといい、このほかに侵入している種は複数ともいわれる(植村 他編著 2010, p. 63)。
日本産で近縁なものとしてキケマン属 Corydalis がある。やはり柔らかな草本で、往々に粉白色を帯びる。本属との違いはこの属では果実に多数の種子が並んでいること、花後にも花柱が残ることなどである。しかし花の様子はやや似ており、特にムラサキケマン C. incisa は花色がよく似ている。ただしこの種の花は長さが12-18 mmあって本種よりかなり大きい。しかしこの種も開花期の終期には矮小化した花を付けることがあって、そうなるととても似てくる。とはいえムラサキケマンは草丈20-50 cmのほぼ直立する草で、時に多少の枝を出す程度で多く枝を出して這い回る本種とは、見間違うことはまずない。なおキケマン属にもつる性の種はあるが、たいていは黄色い花を付ける。
- セイヨウエンゴサク
F. muralis
- ニセカラクサケマン
F. capreolata
- ムラサキケマン
C. incisa

## 利害
ヨーロッパでは薬草として用いた長い歴史がある。ただし後述のように貴重な薬草と言うよりはよく繁茂する雑草との把握が強いようである。
全草を花期に取り乾燥させて用い、これをフマリア草と呼ぶ。浄血剤や心拍を遅くする薬として用いられた。この有効成分はプロトピンといい、ケマンソウ類に見られるアルカロイドである。他に肝臓、胆嚢に対する刺激作用を持ち、湿疹などの皮膚病の治療にも用いられ、利尿薬、緩やかな緩下薬としても用いられた。しかし、同時に使用法によっては毒草でもあり得るらしく、ダウンシー、ラーション（2018）には本種ではないが近縁種のセイヨウエンゴサクが取り上げられており、これはむしろこの群の代表として掲載されているようである。化学分析では adlumidiceine、copticine、fumariline、perfumine、プロトピン、fumaranine、paprafumicin、paprarin といったアルカロイドの存在が確認されており、また薬理学的に駆虫効果、解熱効果ならびに血糖低下作用が示されている。
またフマル酸は Winkler が1832年に本種から発見し、この物質の名称 英: Fumaric acid も本種の属名 Fumaria に由来する。この物質は疥癬の治療や食品の酸化剤として用いられている。
他に黄色の染料として用いたという。

### 文化
シェークスピアの『リア王』では第4幕4場の冒頭で狂ったリア王の姿を娘のコーディリアが語るシーンがあり、王が様々な雑草でできた冠をかぶっていると嘆くが、その雑草の最初に出てくるのが本種である。
ここでは本種は手入れ不十分な畑地や荒れ地に繁茂する野草、穀物の大敵となる雑草という存在であり、狂ったリア王の頭をそれが飾るのは、キリストの受難を象徴する「いばらの冠」を思わせるが、同時にこの植物が憂鬱症に効くとされていたことから王の受難と狂乱が正気、開眼をもたらすこの劇のアイロニーにも通じる。

### 注
1. ↑  以下、主として(清水 編 2003, p. 78)による。
2. ↑  長田はこの性質を指して「変わった植物」と評している。
3. ↑  ちなみに長田(長田 1976, p. 295)はこの距に関して「この距に蜜を溜めて昆虫を誘引するのだろうが、昆虫が相手にしないので自家受精する」と解説する。
4. ↑  第2巻(植村 他編著 2010, pp. 61–63)に対する第1巻の80ページに本種が掲載され(清水 他 2001, p. 80)、その写真が実はニセカラクサケマンであったと第2巻に示してある。